# Pirámide de Hawara

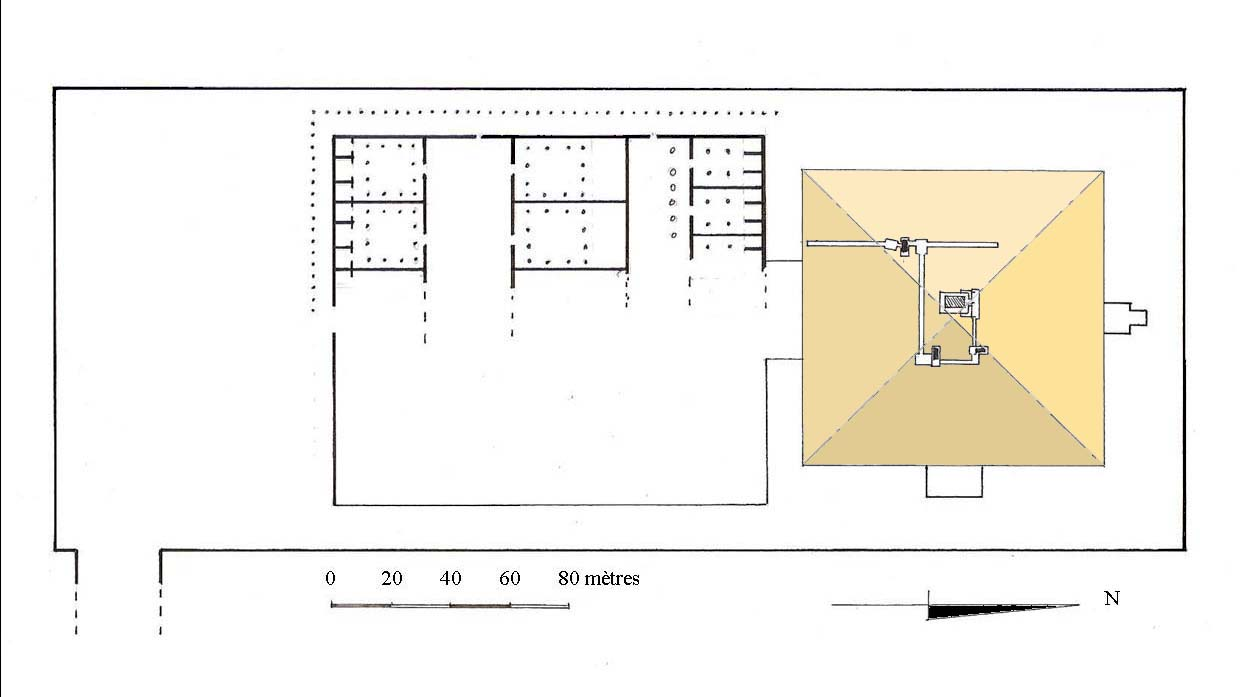
Plano del complejo piramidal.

La pirámide de Hawara es la tumba del antiguo rey egipcio Amenemhat III de la XII dinastía del Imperio Medio. Forma el centro de la vasta necrópolis de Hawara, cerca de la moderna ciudad de Hauwaret el-Maqta. Su construcción se inició en el año 15 de reinado del rey después de que su monumento funerario original en Dahshur tuviera que ser abandonado debido a graves defectos de construcción. Con una longitud de lado de 105 metros y una inclinación de 48 ° 45' la pirámide de Hawara tenía originalmente una altura de 58 metros. Fue la última estructura importante de este tipo en completarse. La altura actual de la ruina es de alrededor de 20 metros.

## Historia de la investigación
La primera documentación de la pirámide fue realizada por John Shae Perring en 1839. La publicación tuvo lugar en 1842 por él mismo y por Richard William Howard Vyse. Karl Richard Lepsius visitó Hawara durante su expedición a Egipto de 1842 a 1846 y documentó las ruinas allí entre mayo y julio de 1843. Agregó la pirámide de Hawara a su lista de pirámides con el número LXVII. Identificó los restos del Laberinto y del complejo funerario de Amenemhet III, pero sus intentos de entrar en la pirámide no tuvieron éxito. Luigi Vassalli tampoco lo consiguió cuando lo intentó en 1862.
A partir de 1888, el arqueólogo inglés Flinders Petrie llevó a cabo extensas excavaciones en Hawara. Si bien la primera temporada de excavación fue en los cementerios circundantes, examinó la pirámide en 1889, logrando penetrar en el sistema de cámaras. Después de pasar a otros sitios mientras tanto, Petrie regresó a Hawara en 1911 y llevó a cabo excavaciones en el área del Laberinto, que, sin embargo, no aclararon su apariencia original debido al severo grado de destrucción de la estructura. En épocas posteriores hubo algunas excavaciones egipcias y en 2000 un estudio en el área del Laberinto por Inge Uytterhoeven e Ingrid Blom-Böer de la Katholieke Universiteit Leuven.

## Nombre
Una característica especial de las pirámides de la XII dinastía es el uso de diferentes nombres para las varias partes del complejo piramidal. Si bien las instalaciones del Imperio Antiguo solo tenían un nombre para todo el complejo de la tumba real, las instalaciones de la XII dinastía contaban con hasta cuatro nombres, para la pirámide real, el templo funerario, las instalaciones de culto del complejo y la ciudad piramidal. De la pirámide de Amenemhet III solo ha perdurado el de Ankh-Imen-em-hat ("Amenemhat vive"), que probablemente se refería al templo funerario y al complejo de culto. Se desconocen los nombres de la pirámide real y la ciudad piramidal.

## La pirámide
En su decimoquinto año de reinado el rey Amenemhat III comenzó la construcción de su segunda pirámide, que probablemente se llamó Amenemhat ank (Amenemhat vive). Con esta construcción regresó a la entrada de la cuenca de Fayum, cerca de la pirámide de Senusret II. Las razones de la construcción de una segunda pirámide fueron defectos de construcción en su primera pirámide en Dahshur.

### La superestructura
Esta estructura también fue construida completamente de adobe, pero con un ángulo de pendiente más plano. Como de costumbre, la cubierta exterior estaba recubierta de losas de piedra caliza. El revestimiento de caliza original fue sustraído ya en la antigüedad, provocando que el núcleo de la pirámide sufriera cada vez más erosión.

### El sistema de cámaras

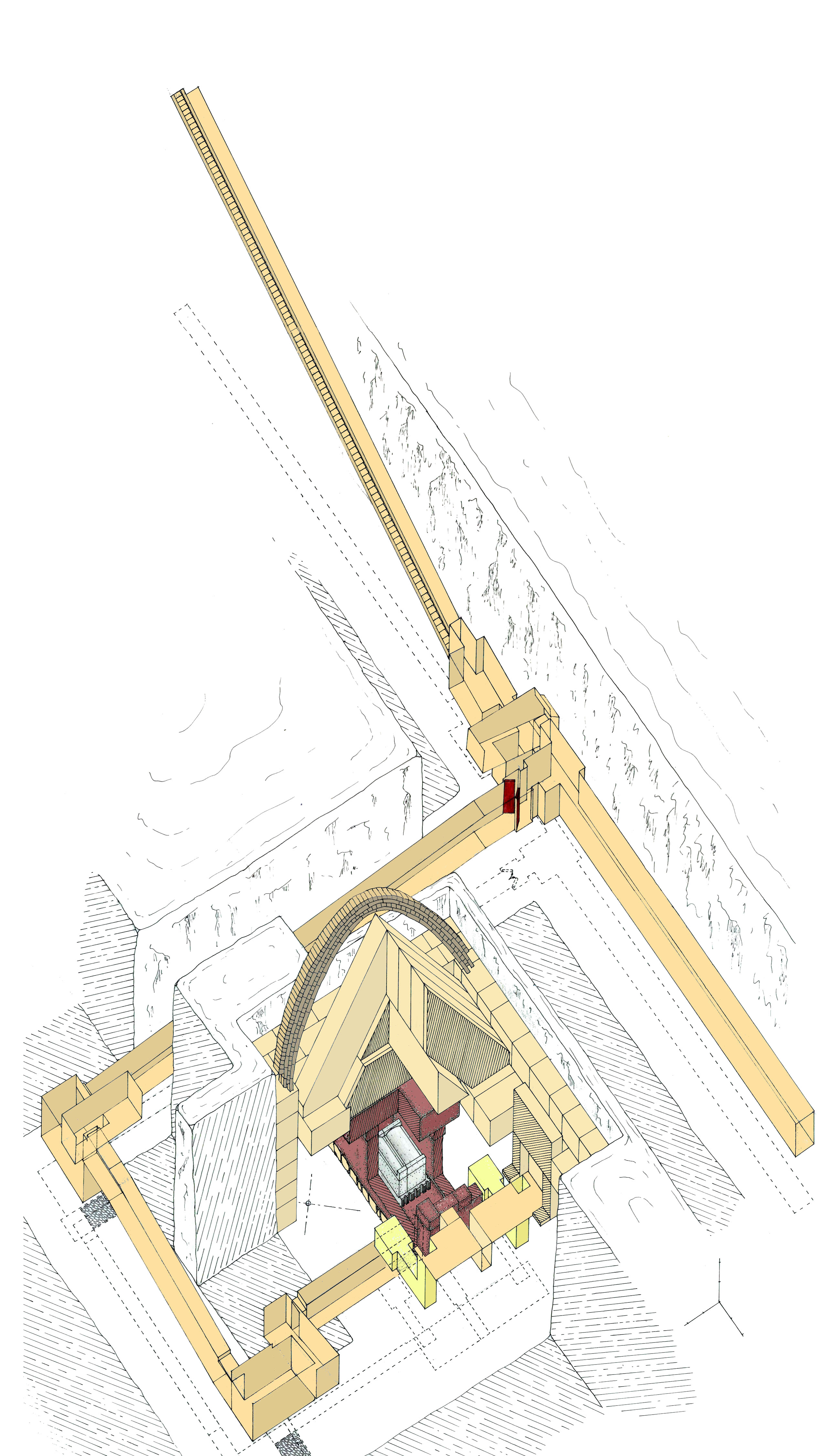
La subestructura.

La entrada está desplazada hacia el oeste en el lado sur, aunque ahora se encuentra enterrada. Una escalera baja hasta 40 m en la profundidad y luego se abre a una pequeña cámara, de la que sale un pasaje corto, que termina como un callejón sin salida. En la parte superior de este callejón sin salida se encuentra la entrada a otro pasaje, que estaba bloqueado con una barrera de granito de 20 t. Detrás de esta hay otra cámara, de la que se ramifican dos pasillos. El primero conduce directamente al norte y la campaña de investigación se detuvo entre agua y barro. El segundo corredor conduce al este hacia el centro de la pirámide y termina en otra cámara. De nuevo escondido en el techo y provisto de un bloque de piedra que cae, el corredor ahora gira hacia el norte nuevamente. La misma construcción sigue en la esquina noreste, pero aquí el paso estaba cerrado por un bloque. Detrás de esta barrera se pasa a la antecámara, en cuyo muro sur un hueco conduce a la cámara funeraria.
Petrie descubrió allí el sarcófago de cuarcita en forma de bañera de 7 × 2,5 × 1,83 m, dentro de la cámara funeraria tallada en un solo bloque del mismo material que pesa aproximadamente 110 t. El sarcófago, dos cofres canópicos y un sarcófago más pequeño fueron traídos antes de que se completara la cámara funeraria. Aunque la cámara funeraria estaba bajo el agua subterránea cuando fue encontrada, Petrie informa de hallazgos de huesos en los ataúdes. En la antecámara se encontró una mesa de ofrendas de alabastro, que está inscrita para la princesa Neferuptah y que entonces se creyó la ocupante del segundo sarcófago. La cámara funeraria se diseñó de tal manera que solo se podía cerrar una vez mediante un dispositivo de drenaje de arena con el que se bajaba una poderosa losa de cuarcita sobre la cámara.
Aunque la estructura contaba con el sistema de seguridad para engañar a posibles merodeadores más complejo de todas las tumbas halladas en Egipto, con su entrada inusual, falsos pasadizos, entradas ocultas y numerosas losas bloqueando entradas, la cámara funeraria había sido saqueada por los ladrones de tumbas.

## El distrito de las pirámides
Al igual que la pirámide de Zoser durante la III Dinastía, la pirámide de Hawara se encuentra en un complejo piramidal rectangular perimetrado de 385 m de longitud y 158 m de ancho, dispuesto de norte a sur. Es el complejo piramidal más extenso del Imperio Medio. La pirámide se encontraba en la parte norte, la entrada al complejo estaba en la esquina sureste del patio, donde terminaba el camino de acceso. Había un templo funerario entre la entrada y la pirámide, cuya estructura pudo haber sido única. El geógrafo griego Estrabón (63-20 a. C. ) lo describió en detalle y lo elogió como una maravilla del mundo. Comparó las supuestamente más de 1500 habitaciones con el Laberinto de Minos. Desde la época romana, sin embargo, el templo funerario en ruinas sirvió como cantera, por lo que hoy solo se pueden ver los cimientos. Heródoto habló de patios cubiertos, Plinio el Viejo también de criptas. Durante las excavaciones realizadas por Petrie, se encontraron los restos de dos capillas de granito en el lado sur de la pirámide, cada una de las cuales contenía dos esculturas del rey. Numerosos fragmentos de estatuas dan testimonio de un interior antaño espléndido.
La tumba de la princesa Neferuptah fue descubierta a unos dos kilómetros al sur de la pirámide en 1936 y excavada en 1955. Además del sarcófago de granito, en su cámara funeraria se encontró el valioso ajuar funerario. Debido a este hallazgo, el lugar de enterramiento de Neferuptah dentro de la cámara funeraria de la pirámide paterna se descubrió que no llegó a ser utilizado.